# Eileen
Eileen (bra: Meu Nome Era Eileen ou Eileen; prt: Eileen) é um filme estadunidense de 2023, do gênero suspense psicológico, dirigido por William Oldroyd, e estrelado por Thomasin McKenzie e Anne Hathaway. O roteiro de Luke Goebel e Ottessa Moshfegh foi baseado no romance homônimo de 2015, da própria Moshfegh.
A trama retrata a história de uma relação parasitária entre duas mulheres que trabalham em um centro de detenção juvenil.
A pré-estreia de Eileen aconteceu no Festival de Sundance em 21 de janeiro de 2023. Nos Estados Unidos, o filme foi distribuído nos cinemas com um lançamento limitado em 1.º de dezembro de 2023 pela Neon, antes de expandir amplamente sua distribuição em 8 de dezembro de 2023. No Brasil, o filme foi distribuído pela Telecine em 1.º de abril de 2024. A produção obteve uma recepção geralmente positiva da crítica especializada, com muitos elogios ao desempenho do elenco, à ambientação da época e à fidelidade ao material original.

## Sinopse
Na Nova Inglaterra, na Boston dos anos 1960, Eileen Dunlop (Thomasin McKenzie) está trabalhando em um centro de detenção juvenil quando Rebecca St. John (Anne Hathaway), uma conselheira cativante e glamourosa, chega e a ajuda a explorar novos aspectos de sua personalidade. No entanto, Eileen pode estar sendo atraída para algo mais perigoso.

## Elenco
- Thomasin McKenzie como Eileen Dunlop
- Anne Hathaway como Rebecca St. John
- Shea Whigham como Jim Dunlop
- Marin Ireland como Rita Polk
- Owen Teague como Randy
- Sam Nivola como Lee Polk
- Siobhan Fallon Hogan como Sra. Murray
- Tonye Patano como Sra. Stevens
- Peter McRobbie como Guarda
- Peter Von Berg como Dr. Frye
- Jefferson White como Buck Warren

## Produção
Em agosto de 2016, foi revelado que Erin Cressida Wilson estava adaptando o romance "Eileen" (2015), de Ottessa Moshfegh, para a Searchlight Pictures e o produtor Scott Rudin. O romance foi finalmente adaptado por Moshfegh e seu marido Luke Goebel, embora a Searchlight não estivesse mais envolvida. Jonathan Busch, prefeito de Metuchen, Nova Jersey, foi o primeiro a confirmar que Anne Hathaway, Thomasin McKenzie e Shea Whigham estavam escalados para o filme. As filmagens começaram no final de 2021, em Metuchen. South Amboy, também em Nova Jersey, serviu como locação adicional. Foi uma das produções que Hathaway filmou em Nova Jersey em 2021 e 2022.
As filmagens foram concluídas em fevereiro de 2022. Na época, Owen Teague e Marin Ireland foram escalados para o elenco, com a Endeavor Content e WME Independent tentando vender os direitos de distribuição. A autora do romance e do roteiro, Moshfegh, foi citada como tendo dito que era "uma adaptação muito fiel do tom" de seu trabalho original. Em junho de 2022, ela confirmou que a edição estava finalizada e disse que McKenzie como Eileen estava "incrível. Parece que ela nasceu para interpretar esse papel, é tão emocionante de assistir. E Anne Hathaway interpreta Rebecca, o tipo de personagem mulher fatal. Quero dizer, estamos assistindo de novo hoje e na primeira versão, eu pensei: 'Isso é muito melhor do que meu livro'. Portanto, o filme é realmente satisfatório, estou empolgada com isso". Moshfegh disse que trazer seu marido escritor, Luke Goebel, para o processo de escrita do roteiro tornou tudo melhor porque ele foi capaz de adicionar outra perspectiva à história. Eles começaram a escrever rascunhos durante o auge da pandemia de COVID-19 em 2020 e dos incêndios sazonais de Oregon a Pasadena e Palm Springs, com Moshfegh dizendo à Vanity Fair: "Havia um senso de perigo iminente nos assombrando, o que na verdade ajudou muito o processo de escrita". A trilha sonora do filme foi feita por Richard Reed Parry, da banda Arcade Fire. Hathaway descreveu o projeto como "Carol conhece Reservoir Dogs".
Richard Reed Parry, membro da banda Arcade Fire, compôs a trilha sonora do filme.

## Lançamento
A pré-estreia de "Eileen" aconteceu no Festival de Sundance em 21 de janeiro de 2023. O filme teve um lançamento limitado nos cinemas dos Estados Unidos em 1.º de dezembro de 2023, antes de expandir sua distribuição uma semana depois, em 8 de dezembro.
Em março de 2023, a Neon adquiriu os direitos de distribuição do filme na América do Norte por US$ 15 milhões. Em julho de 2023, a Focus Features adquiriu os direitos de distribuição mundial do filme fora da América do Norte, com sua empresa-mãe, a Universal Pictures, encarregada da distribuição em seu nome. A produção está programada para ser lançada nos cinemas no Reino Unido e na Irlanda no mesmo dia de seu lançamento limitado nos Estados Unidos.
No Brasil, o filme começou a ser distribuído pela rede de canais Telecine a partir de 1.º de abril de 2024.

## Recepção
Em sua crítica do filme após sua estreia em Sundance, David Rooney, para a revista The Hollywood Reporter, chamou-o de "um filme ao mesmo tempo malevolente e brincalhão, mórbido e engraçado de forma perturbadora", elogiando o roteiro, a direção, a fotografia e as atuações do elenco. Em sua crítica para o IndieWire, Ryan Lattanzio descreveu o filme como uma "folie à deux perversa", e elogiou a direção e a fotografia "imensamente detalhadas", assim como as atuações das protagonistas, que ele comentou serem "as melhores de suas carreiras". Na revista Variety, Jessica Kiang chamou o filme de "audaciosamente selvagem, maravilhosamente distorcido" e "deliciosamente transtornado", afirmando: "A terminologia cinematográfica é apropriada, porque este é um filme praticamente embriagado pelas possibilidades do cinema, injetando uma energia moderna e temerária através de uma infinidade de gêneros clássicos de Hollywood ... Ele se move, às vezes sinuosamente, às vezes com abruptas reviravoltas, de um melodrama romântico ao estilo de Sirk para film noir, transformando-se em uma comédia de terror com humor ácido, e repousando em algum lugar nos domínios de um dos suspenses mais perturbadores de Hitchcock".
Na revista Rolling Stone, K. Austin Collins observou que "Eileen é ágil o suficiente para que haja mais prazer do que impaciência em assistir a sua trama se desenrolar em direção ao óbvio", e elogiou a direção de Oldroyd em contraste com o filme semelhante de Todd Haynes, "Carol". Em sua análise para a Vox, Alissa Wilkinson observou: "Eileen é o tipo de drama que parece ter sujeira sob as unhas ... [É] sombrio e perturbador e, quando você está no clima para algo que vai mexer com você, é exatamente o que acontece". Por outro lado, Benjamin Lee, para o The Guardian, elogiou a atuação "perfeitamente ajustada" de Hathaway, mas revelou que estava "desejando um pouco mais de estranheza de um filme e personagens que insinuavam um destino mais ousado e depravado".
No Rotten Tomatoes, site agregador de críticas, 82% das 194 críticas do filme são positivas, com uma classificação média de 7/10. O consenso do site diz: "Anne Hathaway e Thomasin McKenzie provam ser uma dupla perfeita em Eileen, que homenageia seu material original com uma história sinuosa de obsessão". O Metacritic, que utiliza uma média ponderada, atribuiu ao filme 72/100 pontos baseados em 44 críticas, indicando críticas "geralmente favoráveis".

### Bilheteria
De acordo com os registros da Neon, o filme arrecadou US$ 1.435.007 nacionalmente e US$ 293.618 no exterior, totalizando US$ 1.728.625 mundialmente.

## Prêmios e indicações
| Ano  | Cerimônia                  | Categoria                     | Indicado        | Resultado | Ref.   |
| ---- | -------------------------- | ----------------------------- | --------------- | --------- | ------ |
| 2024 | Prêmios Independent Spirit | Melhor direção                | William Oldroyd | Indicado  | [ 40 ] |
| 2024 | Prêmios Independent Spirit | Melhor desempenho coadjuvante | Anne Hathaway   | Indicada  | [ 40 ] |
| 2024 | Prêmios Independent Spirit | Melhor desempenho coadjuvante | Marin Ireland   | Indicada  | [ 40 ] |